# Clair Patterson
Pour les articles homonymes, voir Patterson.
Clair Cameron Patterson (2 juin 1922 à Mitchellville, Iowa, États-Unis - 5 décembre 1995 à Sea Ranch, en Californie) est un géochimiste américain. Utilisant ses connaissances en géochimie et spectroscopie, il développe dans les années 1950 la datation à l'uranium-plomb, ce qui lui permet d'établir l'âge de la Terre à 4,55 milliards d'années. Par la suite, profitant de ses connaissances sur le plomb, il étudie sa concentration à la surface de la Terre et en vient à militer pour la réduction de son usage dans l'essence et les contenants alimentaires (telles les boîtes de conserve). Son action mènera à la mise en œuvre de différentes mesures de contrôle aux États-Unis.

## Biographie
Clair Patterson a étudié au Grinnell College à Grinnell en Iowa, où il obtient son baccalauréat. Après avoir épousé Laurie McCleary, une autre étudiante, les deux s'inscrivent à l'université de l'Iowa. Clair y obtient une maîtrise en spectroscopie moléculaire. Les deux sont appelés à travailler au Projet Manhattan. C'est à cette époque que Clair apprend les rudiments de la spectrométrie de masse.
Après la Seconde Guerre mondiale, ils retournent à Chicago où Laurie accepte un travail de spectroscopiste dans l'infrarouge dans le but de supporter financièrement les études de doctorat de Clair à l'université de Chicago sous la supervision d'Harrison Brown. Après une année de post-doctorat à Chicago, Clair Patterson et sa femme déménagent avec Brown en Californie où ils ont obtenu un poste à la Division of Geology (plus tard, Division of Geological and Planetary Sciences) du California Institute of Technology (Caltech) en 1952. Ils seront les fondateurs de son programme de géochimie. Clair Patterson complètera sa carrière au Caltech.

### Ses travaux sur l'âge de la Terre
En 1953, Clair Patterson, utilisant les données isotopiques du plomb de la météorite Canyon Diablo et profitant d'un spectroscope de masse récemment acquis par le Laboratoire national d'Argonne, établit l'âge de la Terre à 4,550 milliards d'années. L'erreur sur son calcul est de ±70 millions d'années. Cette valeur tiendra plus de 50 ans. En 2012, l'erreur est de ±20 millions d'années.

### Ses travaux contre l'empoisonnement par le plomb
Par la suite, il porte son attention sur la concentration du plomb à la surface de la Terre. Il détermine que cette concentration s'est relevée de beaucoup dans les environnements industriels modernes (celui-ci provenant entre autres de l'essence au plomb et des boîtes de conserve alimentaires), élévation qui a suivi dans le corps humain. Il établit que l'élévation de cette concentration remonte à l'exploitation des mines de plomb aux temps de la Grèce antique et de la Rome antique.
En 1965, Clair Patterson publie l'article « Contaminated and Natural Lead Environments of Man », qui tente d'attirer l'attention du public sur cette élévation de concentration dans l'environnement et dans la chaîne alimentaire. Peut-être à cause de ses critiques envers les méthodes expérimentales d'autres scientifiques, des experts renommés s'opposent à ses conclusions.
Pendant sa campagne pour faire retirer le plomb de l'essence, Clair Patterson s'oppose à un lobby agissant pour le compte d'Ethyl Corporation, critique l'héritage scientifique de Thomas Midgley Jr. — à qui l'on doit l'usage du tétraéthylplomb et des chlorofluorocarbures — et lutte contre l'industrie des additifs au plomb. Dans A Short History of Nearly Everything, l'écrivain Bill Bryson fait observer qu'à la suite de ses critiques de cette industrie, plusieurs organisations de recherche refusent de signer des contrats avec Patterson, y compris le Public Health Service. En 1971, il est exclu d'un panel de recherche sur la pollution atmosphérique par le plomb commandité par le National Research Council, même si à l'époque il est l'expert le plus en vue sur ce sujet.
Les efforts de Clair Patterson aboutissent à l'annonce par l'EPA en 1973 d'une réduction globale et graduée de 60 à 65 % de l'ajout de plomb comme additif. Ensuite, les recommandations de l'EPA exigent que le plomb soit éliminé de tous les produits industriels, des produits de consommation et de l'essence automobile à la fin de 1986. Des années 1980 à la fin des années 1990, la concentration du plomb dans le sang des Américains aurait diminué de plus de 80 %. En 2021, l'ONU annonce que l'essence au plomb n'est plus officiellement utilisée dans le monde.
Ensuite, il porte son attention sur le plomb dans les aliments où des carences expérimentales avaient masqué une élévation de sa concentration. Lors d'une recherche, il démontre une augmentation de concentration de 0,3 à 1 400 nanogrammes par gramme de certains poissons mis en boîte comparés à des poissons frais pêchés, alors que les données des laboratoires officiels rapportent une augmentation de 400 à 700. Il a étudié les concentrations de plomb, de baryum et de calcium dans des squelettes péruviens vieux de 1 600 ans et a démontré une multiplication par un facteur allant de 700 à 1 200 dans les squelettes humains modernes.
En 1978, il est nommé à un panel du Conseil national de la recherche des États-Unis, qui accepte les résultats de Patterson et appuie les réductions, mais demande plus de recherches pour les confirmer. Ses opinions sont écrites dans un rapport minoritaire de 78 pages qui invite à appliquer immédiatement des mesures de contrôle touchant l'essence, les contenants à aliments, les peintures, les vernis et les systèmes de distribution d'eau potable. En 2010, la plupart des mesures sont acceptées et implantées aux États-Unis et dans plusieurs régions du globe.

## Vie privée
Clair Patterson et sa femme Laurie ont eu quatre enfants.
Il est mort chez lui à Sea Ranch, Californie, à l'âge de 73 ans le 5 décembre 1995 après une sévère crise d’asthme.

## Prix et honneurs
- Médaille J.-Lawrence-Smith, 1973 (National Academy of Sciences)
- V. M. Goldschmidt Award (en), 1980 (Geochemical Society)
- Tyler Prize for Environmental Achievement, 1995 (University of Southern California)
- L'astéroïde (2511) Patterson est nommé en son honneur.

## Publications
- (en) C. Patterson, « Age of Meteorites and the Earth », Geochimica et Cosmochimica Acta, vol. 10, no 4,‎ 1956, p. 230-237 (DOI 10.1016/0016-7037(56)90036-9, Bibcode 1956GeCoA..10..230P)
- (en) C. Patterson et T. J. Chow, « The Occurrence and Significance of Lead Isotopes in Pelagic Sediments », Geochimica et Cosmochimica Acta, vol. 26, no 2,‎ 1962, p. 263-308 (DOI 10.1016/0016-7037(62)90016-9, Bibcode 1962GeCoA..26..263C)
- (en) C. Patterson, « Contaminated and Natural Lead Environments of Man », Arch. Environ. Health, vol. 11,‎ 11 septembre 1965, p. 344-360 (PMID 14334042)
- (en) D. M. Settle et C. C. Patterson, « Lead in Albacore : Guide to lead pollution in Americans », Science, vol. 207, no 4436,‎ 14 mars 1980, p. 1167-76 (PMID 6986654, DOI 10.1126/science.6986654, Bibcode 1980Sci...207.1167S)
- (en) J. E. Ericson, H. Shirahata et C. C. Patterson, « Skeletal Concentrations of Lead in Ancient Peruvians », N. Engl. J. Med., vol. 300,‎ 1975, p. 949-51